# Brian Aguirre
Brian Nicolas Aguirre (Granadero Baigorria, Santa Fe, Argentina; 6 de enero de 2003) es un futbolista argentino. Juega de delantero y su equipo actual es Boca Juniors de la Primera División de Argentina.

## Trayectoria

### Newell's Old Boys
Aguirre entró a las inferiores del Newell's Old Boys en 2015. Debutó en el primer equipo de Newell's el 26 de abril de 2021 ante Gimnasia de La Plata. Renovó su contrato con el club al término de la temporada.
El 5 de abril de 2023 anotó su primer tanto en la Copa Sudamericana en la victoria 1-0 ante el Audax Italiano de Chile. El 8 de mayo de 2023 convirtió su primer gol en la Primera División Argentina frente a  Tigre. Dado el buen rendimiento mostrado en la cancha, se afianzó como titular y el 22 de agosto volvió a anotar un tanto, en la victoria 2-0 frente a  Central Córdoba.
El 31 de enero del 2024 anotó el primer tanto del partido frente a  Lanús en la victoria de visitante 2-0. El 11 de mayo anotó un gol de tiro libre frente a  Platense.

### Boca Juniors
El 1 de julio de 2024 Boca Juniors cerró un acuerdo con Newell´s Old Boys, de 5 millones de dólares por el 80% del pase. El 22 de julio debutó en el equipo Xeneixe contra Defensa y Justicia. El 1 de septiembre marcó su primer gol en Boca frente a Rosario Central en a victoria 2-1 de local. Una semana después, marcó otro gol frente a Talleres de Córdoba por la Copa Argentina, partido en el cual salió lesionado a los 46 minutos.

## Selección nacional
Fue citado al Campeonato Sudamericano Sub-20 de 2023. En ese torneo no logró encajar goles sin embargo la Selección de fútbol sub-20 de Argentina clasificó al mundial a la Copa Mundial Sub-20 2023 por ser el anfitrión y Aguirre fue convocado por el técnico Javier Mascherano.

### Participaciones en Copas del Mundo
| Mundial                  | Sede      | Resultado        | Partidos | Goles |
| ------------------------ | --------- | ---------------- | -------- | ----- |
| Copa Mundial Sub-20 2023 | Argentina | Octavos de final | 3        | 1     |

## Estadísticas
Actualizado al último partido disputado el 17 de agosto de 2025.
| Club                        | Div.          | Temporada     | Liga  | Liga  | Copas nacionales | Copas nacionales | Copas internacionales | Copas internacionales | Total | Total |
| Club                        | Div.          | Temporada     | Part. | Goles | Part.            | Goles            | Part.                 | Goles                 | Part. | Goles |
| --------------------------- | ------------- | ------------- | ----- | ----- | ---------------- | ---------------- | --------------------- | --------------------- | ----- | ----- |
| Newell's Old Boys Argentina | 1.ª           | 2020-21       | 0     | 0     | 1                | 0                | 0                     | 0                     | 1     | 0     |
| Newell's Old Boys Argentina | 1.ª           | 2021          | 0     | 0     | 2                | 0                | 2                     | 0                     | 4     | 0     |
| Newell's Old Boys Argentina | 1.ª           | 2022          | 8     | 0     | 1                | 0                | 0                     | 0                     | 9     | 0     |
| Newell's Old Boys Argentina | 1.ª           | 2023          | 20    | 1     | 11               | 1                | 6                     | 1                     | 37    | 3     |
| Newell's Old Boys Argentina | 1.ª           | 2024          | 5     | 1     | 15               | 1                | 0                     | 0                     | 20    | 2     |
| Newell's Old Boys Argentina | Total club    | Total club    | 33    | 2     | 30               | 2                | 8                     | 1                     | 71    | 5     |
| Boca Juniors Argentina      | 1.ª           | 2024          | 16    | 2     | 2                | 1                | 0                     | 0                     | 18    | 3     |
| Boca Juniors Argentina      | 1.ª           | 2025          | 8     | 0     | 2                | 0                | 0                     | 0                     | 10    | 0     |
| Boca Juniors Argentina      | Total club    | Total club    | 24    | 2     | 4                | 1                | 0                     | 0                     | 28    | 3     |
| Total carrera               | Total carrera | Total carrera | 57    | 4     | 34               | 3                | 8                     | 1                     | 99    | 8     |